# 차기전투기사업
FX 사업은 현재 대한민국 정부가 추진했던 차기 전투기(FX: Fighter eXperimental) 도입 사업이었다. 원래 120대의 차기전투기를 도입하려고 하였으나, 예산상의 문제로 40대로 축소되었으며, 도입기종은 미국 보잉사의 F-15K가 최종선정되어, 2005년 3월 제 1호기가 비행에 성공한 이후 양산된 기체들이 2008년까지 순차적으로 대한민국 공군에 인도되었다. 또한 2008년 4월 2차 FX 사업을 통해 추가로 21기의 F-15K가 발전되어 2012년에 40대 도입이 완료예정이다. 2020년 기준으로, 3차 FX사업 기종으로는 F-35A 프리덤 나이트이 채택되었다. 올해까지 60기를 도입하는 것이 목표이지만, 최근 F-35의 가격이 줄어들며 추가도입 가능성이 있다.

## 경과 개요
- 1993년 - 국방부, 차세대 전투기 120대 도입계획 발표
- 1996년 - 도입규모 80대로 축소
- 1998년 - IMF 사태 여파로 도입규모 40대로 축소.
- 1999년 6월 - 국방부, 사업 공개설명회 (사실상의 사업 시작)
- 2000년 6월 - 4개 기종(F-15E, 라팔, 유로파이터, SU-35 제안서 접수
- 2000년 8~12월 - 공군 시험평가단 4개 기종 해외시험평가.
- 2000년 10월 ∼ 2002년 1월 - 계약조건 및 절충교역 협상
- 2002년 2월 19일 - 국방부 조달본부, 4개 업체와 가계약 체결.
- 2002년 2월 19일 ∼ 3월 23일 - 국방연구원 등 4개기관 1단계 평가.
- 2002년 3월 27일 - 1단계에서 2단계 평가로 전환 발표.
- 2002년 4월 중 - 국방부, 2단계 평가완료 및 확대 획득회의 열어 보잉 사가 제안한 F-15K로 기종 확정.
- 2009년 - F-15K 1차분 40대 도입 완료
- 2012년 - 2차 사업으로 F-15K 21대 도입 완료(총 61대 -추락한 한 대 포함)
- 2012년 - 3차 FX사업 진행 중. 현재 F-35 라이트닝 II와 F-15SE 사일런트 이글, 유로파이터 타이푼과 그리펜이 후보기종이다. 수호이의 PAK-FA는 제안서를 제출하지 않아서 후보 기종에서 제외되었다.

## 추진 배경
1996년, 비행한 지 30년 지난 노후기종인 F-4D, F-5E를 2020년까지 퇴역시키고 그 첫 후속조처로 제4세대 첨단 전투기 40대를 도입한다는 계획을 세웠다. 4조 3천억원이 투입되는 군 전력증강사업 사상 최대규모의 프로젝트다. 그러나 처음부터 40대는 아니었으며, 본래 계획은 약 100여대에 달한 것으로 알려졌으나, IMF 사태로 인한 경제위기로 계속 도입규모가 축소되었다.

## 진행 과정

### F-X 사업 계기
F-X 사업을 벌이기 전의 동북아시아 공군력 균형은 압도적으로 일본에 쏠린 상황이었다. F-15J 전투기 200대와 4.5세대 전투기인 F-2 전투기 90여대등 첨단무기로 무장한 항공자위대 그리고 러시아제 수호이를 모방하여 젠시리즈를 개발하여 중무장하고 있는 중국 공군이 있는 상황에서 대한민국은 새로운 시대의 영공을 지킬 차세대 전투기가 필요했다. 처음 대한민국 정부는 120대의 차기 전투기를 구상하고 있었다.

### 1차 FX 사업
- 후보 기종

- 미국 - F-15K
- 유럽 - 유로파이터
- 프랑스 - 라팔
- 러시아 - 수호이 Su-35

이 4대 기체들이 후보 기종이었다. 이 중에서도 미국의 보잉사는 비싸지만 (대당 1천억 원. 수호이 Su-35는 350억 원, 유로파이터와 라팔은 700억 원 정도.) 강력한 성능을 가진 F-15K를 홍보하며 미사일 판매등의 여러 옵션을 내걸었고, 닷소 사는 라팔을 판촉하며 파격적인 기술 이전을 내세웠다. 러시아 수호이사는 낮은 가격을 제시했다. 그 후 F-15K가 선정되었는데, 이에 러시아가 항의하기도 했다. 40대의 F-15K가 도입되었다.(1대 추락) 이에 다소사는 강력 반발하며 에어쇼 불참을 선언했다.
대한민국이 가장 비싼 F-15K를 구매한 이유는 전투기의 용도에 이유가 있다. 북한과 대치하는 작전환경에서는 아군 지상군 지원과 적 지상군 제압을 위해 전폭기 능력이 요구될 수 밖에 없으며, 현대 전장에서는 한가지만 잘하는 전투기보단 적재적소에 활용 가능한 다재다능한 멀티롤 전투기를 더 필요로 한다. (실제로 F-15K는 세계 최강의 전폭기인 F-15E를 한층 더 개량한, 당대 최강의 F-15 계열기였다.) 그 때문에 그당시 공대지 능력이 상당히 미흡했던 유로파이터, 라팔은 적합하지 않았다. 수호이 Su-35는 공대공/공대지 모두 우수하며 가격도 매우 저렴하였지만, 러시아제인게 발목을 잡았다. 여러 선례에서 볼 수 있듯이, 러시아제 무기의 카탈로그 스펙을 그대로 믿기는 힘들 뿐더러, 원래 쓰던 미국제 장비들과 부품 규격 등이 달라 늘어나는 유지보수비용 등등을 생각해볼때 러시아보다는 우방국 미국의 F-15K가 최선의 선택일 수 밖에 없었다. 그렇게 1차 F-X사업에서는 F-15K 40대가 도입됐다.

### 2차 FX 사업
한국 국방부는 F-15K급 전투기 추가도입을 원했다. 이에 2007년 FX 사업이 다시 진행되었고, 2008년 F-15K가 단독으로 선정되었다. 21대의 F-15K가 도입되었다.

### 3차 FX 사업
- 후보 기종

- 미국 - F-35
- 유럽 - 유로파이터
- 미국 - F-15SE

120대의 차기 전투기 중 60대를 도입한 한국 국방부는 나머지 60대를 다시 사들이기 위해 FX 사업을 진행했다. EADS의 유로파이터 타이푼, 보잉의 F-15SE, 록히드 마틴의 F-35가 맞붙었다. PAK-FA와 JAS-39는 각각 낮은 가격과 비용 대 유지비 면에서의 성능을 내세웠지만 제안서를 제출하지 않아 탈락했다. 록히드 마틴은 기술의 일부 이전을 제시했고, 보잉사는 F-15K와의 호환을 내세웠다. EADS는 가장 적극적으로 파격적인 기술 이전 제시와 KFX 사업 지원을 내세웠다. F-35에 대한 논란과 방위사업청의 태도로 비난이 일기도 했다. 2012년 11월 기종 결정을 연기한 방위사업청은 기종 결정을 2013년으로 미뤘다. 2013년 연말, 결국 방사청은 록히드 마틴의 F-35를 결정했다. 성능으로 서열을 매기면 F-35 > 유로파이터 > F-15SE가 특징이다. F-15SE는 성능이 가장 낮은 것이 단점이지만 기존 F-15 운용경험과 겹치게 되는 장점이 있었으며 유로파이터는 4.5세대 전투기로써 준수한 성능이 장점이었고 미국제 무기로 이루어진 국군 환경에서 유럽제 무기를 받아들이는것에 대한 부담이 단점이었다. F-35는 후보 가운데 유일한 5세대 스텔스 전투기였다는 점에서 우위를 갖고 있었다.
- F-15SE : F-15중 최강기종으로 미국이 F-15를 4.5세대로 개조하여 세미스텔스와 첨단 장비를 개선했다.

## 최종 결론
1~2차 사업으로 F-15K로 결정되었다. 3차 사업은 F-35가 결정되었다. 2018년부터 순차적으로 도입한다고 한다.

## 공중전 성능

### 랜드연구소의 관련기종 성능 비교
미국 공군의 싱크탱크인 랜드연구소는 1995년 11월에 F-15 등 주요국 전투기들의 공중전 모의실험결과를 "회색위험"이라는 제목의 보고서로 발표하였다. 실험조건은 BVR, 즉 가시거리 밖의 전투로서, AIM-120 암람 미사일 등을 사용한 것이었다.
| 전투기             | 유효점수 | 승리확률 |
| ------------------ | -------- | -------- |
| F-22 (US)          | 0.91     | 10:1     |
| EF-2000 (European) | 0.82     | 4.5:1    |
| F-15F (US)         | 0.6      | 1.5:1    |
| Rafale (France)    | 0.5      | 1:1      |
| F-15C (US)         | 0.43     | 1:1.3    |
| F/A-18E/F (US)     | 0.25     | 1:3      |
| F/A-18C (US)       | 0.21     | 1:3.8    |
| F-16C (US)         | 0.21     | 1:3.8    |

| 항목                              | EF-2000 | 라팔   | Gripen | F-16C/40 | F-15E  |
| --------------------------------- | ------- | ------ | ------ | -------- | ------ |
| 최대중량 (lbs.)                   | 46,305  | 47,400 | 28,000 | 42,300   | 81,000 |
| 설계중량 (lbs.)                   | 33,000  | 33,500 | 20,000 | 27,185   | 49,000 |
| 체공중량 (lbs.)                   | 21,495  | 19,973 | 14,600 | 18,238   | 32,000 |
| 내부 연료 탑재량 (lbs.)           | 8,818   | 9,420  | 5,000  | 6,846    | 13,123 |
| 최대 외부 무장량 (lbs.)           | 14,330  | 17,637 | 10,000 | 12,000   | 24,500 |
| 무장 슬롯 수                      | 13      | 14     | 7      | 9        | 11+    |
| 길이 (feet)                       | 52.33   | 50.17  | 46.25  | 49.33    | 63.75  |
| 날개폭 (feet)                     | 35.92   | 35.75  | 27.58  | 31       | 42.83  |
| 날개면적 (square feet)            | 538     | 495    | 330    | 300      | 608    |
| Wing loading (lbs./square foot)   | 61      | 68     | 61     | 91       | 81     |
| 최대추력 (lbs.)                   | 40,460  | 32,800 | 18,000 | 23,770   | 68,200 |
| 추력대 중량비                     | 1.23    | 0.98   | 0.9    | 0.87     | 1.39   |
| G limit                           | 9       | 9      | 9      | 9        | 9      |
| Maximum angle of attack (degrees) | 33+     | 32     | 26     | 26       | 30+    |
| 이륙거리 (feet)                   | 970     | 1,290  | 1,290  | 1,400    | 1,400  |
| 착륙거리 (feet)                   | 1,610   | 1,290  | 1,610  | 2,950    | 4,250  |
| 최대속도 (마하)                   | 2       | 1.8    | 2      | 2.0+     | 2.5    |

### 수호이
2004년 2월 16일부터 25일까지 미국과 인도는 공군합동훈련 코프 인디아(Cope India 04)을 실시했다. 인도 공군의 2인승 Su-30MK와 미국 공군의 1인승 F-15C의 모의 공중전 결과, 결과, Su-30MK 전투기가 90%의 승률을 보였다. 10번 싸워서 Su-30MK는 1대만 격추된 반면, F-15C는 9대가 격추되었다. FX 사업의 후보기종 수호이 Su-37은 인도 공군의 수호이 Su-30 보다 최신형이었다. 수호이 Su-30는 알제리, 중국, 인도, 인도네시아, 말레이시아, 우간다, 베네수엘라, 베트남에 수출되었다.
2008년 8월 13일 미국에서 열린 레드플레그 훈련에 대한민국 공군의 F-15K와 인도 공군의 수호이 Su-30가 참가했다. 상호 공중전을 실시했다는 보도는 없었다.

### 성능
미국 공군협회가 발행하는 에어포스 매거진 2001년 10월호는 "한국 공군의 FX사업에 참여한 유로파이터 타이푼, 프랑스 라팔, 러시아 수호이 35가 미국 보잉사의 F-15보다 우수한 전투기"라고 평가했다.
2002년 1월 14일 러시아의 군사, 외교 소식통들은 "Su-35 전투기는 이미 오래전에 개발된 미국의 F-15K 전투기나 프랑스의 라팔 전투기와 비교해 기술적 면에서 성능이 월등히 뛰어나다"고 말했다.

## 기종 선정을 둘러싼 논란
F-15K 선정을 두고 일부 시민단체의 반발이 심했다. 그러나 밀리터리 매니아들은 성능상으로는 유로 파이터나 F-15, 가격적인 면으로는 수호이를 선호하는 분위기였고, 라팔은 그들이 내세운 RBE.2 PESA 레이다가 F-15K에 비해 FLO에서 뒤떨어지는 문제라든지. 스네크마 엔진의 출력 부족등의 문제로 인해, 일부 더욱 발전된 스텔스 능력과 아름다운 외관에도 불구하고 F-4대체라는 대형-하이급 기체로써의 목표에 걸맞지 않아 외면당하는 분위기였다. 그러나, F-4 노후기종 퇴역으로 선정이 확정되어 도입을 확대화시키고 있다.

### 평가 결과와 미국의 압력
특히 미국의 압력이 있었다는 주장이 거세게 제기되었다. 실제 공군 평가단의 2000년 8월 ~ 12월에 걸친 평가 작업에서도 라팔은 ▲일반 성능 ▲무장 능력 ▲항공 장비 ▲신뢰성 및 가용성, 정비성 ▲전력화 지원요소 등 5개 분야에서 '우수'(2개) 또는 '우수-'(3개) 평가를 받는 등 전항목에서 1위를 차지했다.
그러나 대한민국 공군은 FX사업에서 'F-4 팬텀'을 대체하고자 하였으며 근본적으로 'F-4 팬텀보다 모든면에서 뛰어난 장거리 타격용 전투폭격기'를 원하였으며, 대형기인 F-15K는 중형기인 라팔에 비해 전자병장, 엔진출력, 탑재량, 항속력, E-M성능이 월등하여 장거리 타격 및 공중초계 및 적대적 항공기에 대한 긴급요격 임무용으로 적합하다. 또한 전시 미군과 합동 작전과 군수지원 체계의 급격한 변화로 인한 추가 지출을 피하고 신규도입의 위험성을 고려하던 대한민국 공군은 F-15K를 선택했다.

### 미국에 대한 특혜 논란
기종 선정 평가에서 국방부는 안보협력분야에 3%의 비중을 둔다고 발표하였다. 이것은 한미연합작전 체계 안에서 미군과의 협력관계를 고려한다는 의미로 사실상 미국 보잉사의 F-15k에 3% 가산점을 준것이다. 결국 공군 평가단에서 라팔이 전부분 1위를 차지하였음에도, 압보협력분야 가산점 3%으로 인하여 미국 기종 F-15K가 최종선정되었다. 하지만 프랑스의 라팔, 유럽 4개국(영국,독일,이탈리아,스폐인)의 유로파이터 모두 미군과 함께 NATO에서 공동작전을 수행하고 있다는걸 감안하면 노골적인 미국 군수업체 밀어주기라는 비판도 존재한다.

## 기체 인수
F-15K는 2005년 말부터 2012년 초까지 약 6년여에 걸쳐 F-X 1,2차분 60대 전량이 도입되었다. 2013년 11월 22일 기준으로, F-X 3차 사업이 완료되어 F-35A 40대가 도입될 예정이다.

## 같이 보기
- KFP 사업
- KFX 사업(대한민국 차세대전투기 사업)
- 율곡사업